# Año Cero (noción política)
Año Cero (ឆ្នាំសូន្យ, Chhnăm Sony Archivo de audio "cʰnam soːn" no encontrado) es una idea puesta en práctica por Pol Pot en la Kampuchea Democrática: que toda la cultura y las tradiciones de una sociedad deben ser completamente destruidas o descartadas y que una nueva cultura revolucionaria debe reemplazarlas comenzando desde cero. En este sentido, toda la historia de una nación o un pueblo antes del Año Cero se consideraría en gran medida irrelevante, porque lo ideal sería purgarla y reemplazarla desde cero.
El primer día del "Año Cero" fue declarado por los Jemeres Rojos el 17 de abril de 1975, tras la toma de Camboya, para significar un renacimiento de la historia Camboyana. Adoptando el término como analogía al "Año Uno" del Calendario Revolucionario Francés, el Año Cero fue en realidad un intento de los Jemeres Rojos de borrar la historia y restablecer la sociedad camboyana, eliminando cualquier vestigio del pasado.

## Concepto y antecedentes
Pol Pot y los Jemeres Rojos, la mayoría de los cuales eran comunistas educados en Francia, tomaron inspiración del concepto de "Año Uno" del Calendario Revolucionario Francés. El "Año Uno" francés aparecío durante la Revolución francesa cuando, tras de la abolición de la monarquía francesa el 20 de septiembre de 1792, la Convención Nacional puso un calendar nuevo en práctica y declaró la fecha a ser el comienzo del Año Uno.

## Año cero de Camboya
En 1975, las fuerzas de los Jemeres Rojos tomaron Phnom Penh, la capital de Camboya, y posteriormente rebautizaron el país como Kampuchea Democrática. Al tomar el poder, se declaró el Año Cero. Con la esperanza de transformar la nación en una utopía agraria, el líder comunista Pol Pot se propuso reconstruir el país en una sociedad preindustrial, sin clases, intentando convertir a todos los ciudadanos en trabajadores agrícolas rurales en lugar de habitantes urbanos educados, a quienes Pot y su régimen creían que habían sido corrompidos por las ideas occidentales y capitalistas del mundo occidental. En otras palabras, Año Cero iba a ser un reinicio completo de sociedad Camboyana. Aisló a su pueblo de la comunidad global; estableció colectivismos rurales; desmanteló el tejido social y la infraestructura de Camboya; y emprendió el vaciamiento de las ciudades, así como la abolición del dinero (destruyendo así también los bancos), la abolición de la propiedad privada, las familias y la religión.
Para construir la Camboyana sociedad nueva, los aldeanos fueron enviados a campos de trabajo.

## Referencías
1. ↑  «Year Zero: The Silent Death of Cambodia».
2. ↑  Rosemary H. T. O'Kane (Noviembre de 1993). «Cambodia in the Zero Years: Rudimentary Totalitarianism». Third World Quarterly (en inglés) (Taylor & Francis, Ltd.) 14 (4): 735.
3. ↑  Hays, Jeffrey. «KHMER ROUGE YEAR ZERO: THE EMPTYING OF PHNOM PENH | Facts and Details». factsanddetails.com (en inglés). Consultado el 25 de abril de 2021.
4. 1 2 3  Gfroerer, John (3 de diciembre de 2017). «John Gfroerer: Moving to Year Zero». Concord Monitor (en inglés). Archivado desde el original el 3 de diciembre de 2017.
5. ↑  Andrus Ers. Year Zero: The Temporality of Revolution Studied Through the Example of the Khmer Rouge (en inglés). p. 155.
6. ↑  Thul, Prak Chan (4 de agosto de 2019). «Cambodian Khmer Rouge's chief ideologist, 'Brother Number Two', dead at 93». Reuters (en inglés). Consultado el 26 de abril de 2021.
7. 1 2  «Khmer Rouge: Cambodia's years of brutality». BBC News (en inglés británico). 16 de noviembre de 2018. Consultado el 25 de abril de 2021.
8. ↑  «Khmer Rouge ideology». Holocaust Memorial Day Trust (en inglés). Consultado el 25 de abril de 2021.
9. ↑  Blue, Wayland J. (19 de julio de 2020). «Return to Year Zero: The Cambodian Genocide». History of Yesterday (en inglés). Medium. Consultado el 25 de abril de 2021.